# Kristi Församling
Kristi församling (International Churches of Christ, ICOC) är ett trossamfund med rötter i USA. International Churches of Christ bildades 1979 i Boston och har sitt ursprung i Mainline Churches of Christ som i sin tur har sina rötter i Stone–Campbells reformationsrörelse. Rörelsen kallas därför ibland för Bostonrörelsen.

## Förnyelseprocess
I februari 2003 skrev ICOC-medlemmen Henry Kriete ett öppet brev kallat "Honest to God" som sedan spreds till de olika församlingarna inom ICOC. I brevet avslöjade Kriete vad han ansåg oegentligheter inom ICOC, och han beskrev att det uppkommit i form av ett systemfel i organisationen. Huvudpunkterna i hans budskap var att systemet hade skapat korrupt hierarki, besatthet med siffror, arrogans samt förförelse av mammon. Kriete ifrågasatte också om de olika regler och påbud som fanns inom organisationen verkligen hade bibliskt ursprung. Han kritiserade doktrinen att ICOC ansåg sig vara den "enda sanna kyrkan" som genuint representerar Kristi lärjungar. Brevet orsakade stor uppståndelse inom ICOC och följden blev att en del människor lämnade organisationen. Ett förnyelsearbete inleddes därefter.
Efter Henry Krietes brev gjorde Kristi församling i Stockholm en genomgång av lära och traditioner i ett försök att rensa ut obibliska mönster. I praktiken innebar det en möjlighet till inventering som haft betydelse genom att verka som vändpunkt till den gemensamma ambitionen mot det som är av betydelse, Guds budskap som formuleras i bibeln. I stora drag är läran densamma idag som den var före 2003 eftersom bibeln är densamma, dock finns skillnader när det gäller tillämpningen runt om i världen.

## Lära
Liksom andra församlingar med rötter i Stone-Campbells rörelse eftersträvar Kristi Församling att återupprätta principerna kring den kristna kyrkan som beskrivs i Nya Testamentet, med Sola scriptura som central princip. Till exempel finns det inga präster som anses agera som en mellanhand mellan Gud och församlingen. Istället tenderar de lokala församlingarna att ha en intern hierarki av kyrkoledare, ofta med ett gift par högst upp i hierarkin. I syftet att efterlikna de första lärjungarna uppmuntras äldre kristna att på olika sätt agera som vägledare och mentorer till nyare medlemmar. 
Centralt i kyrkans uppbyggnad är konceptet lärjungaskapspartner. Varje medlem tilldelas en slags mentorfigur att ha regelbundna möten med för vägledning, rådgivning, diskussioner, syndabekännelse och böner. Grundaren Kip McKean etablerade begreppet med utgångspunkt i Hebr. 3:12.
Rekryteringsprocessen av nya medlemmar sker i form av så kallad evangelisering i det offentliga rummet, där medlemmar bjuder in främlingar eller bekanta till kyrkans olika verksamheter. Vid intresse följs detta av personliga bibelstudier med någon av medlemmarna, som i sin tur kan leda till att man väljer att döpa sig och bli medlem i kyrkan.
Församlingen finansieras, precis som de flesta andra frikyrkor, av medlemmarna själva och medlemmar förväntas ge tionde (10% av inkomsten) till församlingens verksamhet. Därutöver får man om man vill delta i olika missionskollekter samt hjälp till fattiga och behövande lokalt och runt om i världen.

## Kristi församling i Stockholm
Kristi församling i Stockholm bildades 1986 som en del av International Churches of Christ (ICOC), av en grupp människor från Sverige, Finland och USA. Från Stockholm har sedan församlingar startats i Köpenhamn, Helsingfors, Tallinn, Oslo, Tartu, Riga, Reykjavik och Vilnius. Under en kort period fanns även verksamhet i Uppsala och Göteborg.
Församlingen är ett registrerat trossamfund och menar sig ha två syften. Det första är att vara en gemenskap för människor som frivilligt sluter sig samman för att hjälpa varandra att älska Gud och leva ut sin kristna tro i vardagen. Det andra är att, genom mission i och utanför Sverige, sprida budskapet om Jesus Kristus och hjälpa människor att närma sig Gud.
Församlingen har traditionellt sett ofta vänt sig till yngre människor ute på gator och torg eller på universitetens campusområden och bjudit in till olika aktiviteter, som exempelvis bibelstudier eller gudstjänster.
Församlingen hyr idag in sig i olika kommunala skolor eller andra offentliga lokaler, och håller idag öppna gudstjänster på Sverigefinskaskolan vid Fridhemsplan på söndagar.

## Källhänvisningar
1. ↑  Justin Cooke (23 april 2001). ”International Churches of Christ a.k.a.- Boston Church of Christ”. New Religious Movements. University of Virginia. Arkiverad från originalet den 18 december 2007. https://web.archive.org/web/20071218214720/http://religiousmovements.lib.virginia.edu/nrms/icc.html. Läst 8 juli 2007.
2. ↑  ”Data and Analysis”. ICOC Info. International Churches of Christ. april 2006. Arkiverad från originalet den 19 april 2012. https://web.archive.org/web/20120419203608/http://www.icocinfo.org/chartlist.html. Läst 9 juli 2007.
3. ↑  ”Boston Church of Christ "About Us"”. Arkiverad från originalet den 22 augusti 2010. https://web.archive.org/web/20100822051135/http://www.bostoncoc.org/index.php?option=com_content&task=blogcategory&id=158&Itemid=112. Läst 15 september 2011.
4. ↑  ”Krietes brev”. Arkiverad från originalet den 17 juni 2008. https://web.archive.org/web/20080617165333/http://www.tolc.org/kriete.htm. Läst 17 juni 2008.
5. 1 2 3  Jenkins, Kathleen (2005). Awesome Families : The Promise of Healing Relationships in the International Churches of Christ. Rutgers University Press. sid. 29-38. ISBN 978-0-8135-3663-7. http://dx.doi.org/10.26530/oapen_625237. Läst 10 april 2024